# Dremomys everetti
Dremomys everetti är en däggdjursart som först beskrevs av Thomas 1890. Den ingår i släktet Dremomys och familjen ekorrar. Inga underarter finns listade.

## Beskrivning
Dremomys everetti har en mörk päls som är brunspräcklig på ovansidan, grå (med brungrå hårstrån med vita spetsar) på buksidan. Svansen är svart, de individuella hårstråna med röda spetsar. Kroppslängden för stora djur är omkring 17,5 cm, den omkring 11 cm långa svansen ej inräknad. Genomsnittlig vikt är omkring 130 g. Honorna är något större än hanarna.

## Utbredning
Denna ekorre förekommer på norra Borneo.

## Ekologi
Habitatet utgörs av bergsskogar på höjder över 975 m upp till trädgränsen på 3 400 m. Arten är dagaktiv och lever framför allt på marken, även om den kan klättra i träd. Den förefaller att föredra urskog, men tolererar även kulturpåverkad skog och fruktträdodlingar. Födan utgörs till stor del av insekter, tillsammans med daggmask, frukt, nötter och skott. På rastplatser kan den även tigga och plundra soptunnor.

## Status
IUCN kategoriserar arten globalt som livskraftig, och populationen är stabil. Ett potentiellt hot är ändå skogsavverkning för uppodling.